# Hoành Bồ (huyện)
Hoành Bồ là một huyện cũ thuộc tỉnh Quảng Ninh, Việt Nam.
Huyện Hoành Bồ được sáp nhập vào thành phố Hạ Long vào ngày 1 tháng 1 năm 2020.

## Địa lý
Huyện Hoành Bồ nằm ở trung tâm tỉnh Quảng Ninh, có vị trí địa lý:
- Phía đông giáp thành phố Cẩm Phả
- Phía tây giáp thành phố Uông Bí
- Phía nam giáp thành phố Hạ Long (với ranh giới là vịnh Cửa Lục) và thị xã Quảng Yên
- Phía bắc giáp huyện Ba Chẽ và huyện Sơn Động (tỉnh Bắc Giang)

Trước khi giải thể, huyện có diện tích 843,54 km², dân số là 51.003 người, mật độ dân số đạt 60 người/km².

## Lịch sử
Theo Đồng Khánh địa dư chí, Hoành Bồ là một trong ba huyện thuộc phủ Hải Đông, thừa tuyên An Bang, được đặt tên năm Quang Thuận thứ 10 (1469) đời Lê Thánh Tông. Năm Minh Mạng thứ 17 (1836), huyện Hoành Bồ thuộc phủ Sơn Định, tỉnh Quảng Yên. Huyện có 4 tổng, gồm 26 xã, thôn, phường, động.
- Tổng Vạn Yên có 4 xã: Vạn Yên, Vị Lại, Đãi Đán, Tiêu Dao và phường Trúc Võng
- Tổng Dương Huy có 7 xã: Dương Huy, Yên Thổ, Lưỡng Kỳ, Vũ Uy, Lương Mông, Đạp Thanh và động Dương Huy
- Tổng Yên Mỹ có 6 xã: Yên Mỹ, Lũ Phong, Xích Thổ, Từ Xá, Sơn Dương, Hiệp Khẩu và phường Giang Võng
- Tổng Trí Xuyên có 5 xã: Trí Xuyên, Quảng La, Tân Ốc, Kênh Trạo, Dương Hưu và phường Nam Giang.

Huyện lỵ của huyện đặt tại xã Trí Xuyên.
Ngày 21 tháng 1 năm 1949, Ủy ban kháng chiến hành chính Liên khu I ban hành Quyết định số 46PC/1. Theo đó, huyện Hoành Bồ thuộc tỉnh Quảng Yên, gồm 10 xã: Đoàn Kết, Cộng Hòa, Lê Lợi, Việt Hưng, Tân Dân, Dân Chủ, Sơn Dương, Quảng La, Bằng Cả, Dương Huy Động. Ngày 5 tháng 10 năm 1949, Ủy ban kháng chiến hành chính Liên khu I ban hành Quyết định số 911PC/2 sáp nhập huyện Hoành Bồ vào Đặc khu Hòn Gai.
Ngày 5 tháng 10 năm 1950, sáp nhập hai xã Cộng Hòa và Đoàn Kết thành xã Thống Nhất.
Ngày 22 tháng 2 năm 1955, Đặc khu Hòn Gai sáp nhập với tỉnh Quảng Yên thành khu Hồng Quảng, huyện Hoành Bồ thuộc khu Hồng Quảng.
Ngày 2 tháng 3 năm 1956, Ủy ban hành chính khu Hồng Quảng ban hành Quyết định số 192-TCCB chia xã Song Huy thành 4 xã: Đồng Quặng, Lưỡng Kỳ, Hòa Bình, Dương Huy. Ngày 16 tháng 6 năm 1956, Ủy ban hành chính khu Hồng Quảng ban hành Quyết định số 647-TCCB sáp nhập thôn Đại Đán thuộc xã Việt Hưng vào xã Minh Thành, huyện Yên Hưng. Ngày 17 tháng 6 năm 1958, chuyển xã Thành Công về thị xã Hòn Gai quản lý (nay xã Thành Công đã sáp nhập vào phường Cao Xanh thuộc thành phố Hạ Long). Ngày 11 tháng 5 năm 1959, chia xã Bằng Cả thành hai xã Bằng Cả và Quảng La. Ngày 17 tháng 5 năm 1961, Hội đồng Chính phủ ban hành Quyết định số 69-CP tách các thôn Vạn Nho, Đại Đán, Yên Cư thuộc xã Minh Thành, huyện Yên Hưng để thành lập xã Đại Yên thuộc huyện Hoành Bồ.
Ngày 30 tháng 10 năm 1963, khu Hồng Quảng sáp nhập với tỉnh Hải Ninh thành tỉnh Quảng Ninh, huyện Hoành Bồ thuộc tỉnh Quảng Ninh.
Ngày 2 tháng 7 năm 1964, Hội đồng Chính phủ ban hành Quyết định số 106-CP. Theo đó, sáp nhập xã Tuần Châu và các xóm Cái Dăm, Cái Lân, Đồng Mang, khu vực Xí nghiệp gạch Giếng Đáy thuộc xã Việt Hưng vào thị xã Hồng Gai.
Ngày 16 tháng 1 năm 1979, Hội đồng Chính phủ ban hành Quyết định số 17-CP. Theo đó:
- Tách hai thôn Tiêu Dao, Yên Tiêm thuộc xã Việt Hưng, huyện Hoành Bồ và tiểu khu Giếng Đáy thuộc thị trấn Bãi Cháy, thị xã Hồng Gai để thành lập thị trấn Giếng Đáy trực thuộc thị xã Hồng Gai
- Chuyển xã Dương Huy về thị xã Cẩm Phả quản lý.

Ngày 15 tháng 7 năm 1983, chia xã Đồng Quặng thành 2 xã: Đồng Lâm và Đồng Sơn.
Ngày 16 tháng 8 năm 2001, chuyển 2 xã Đại Yên và Việt Hưng về thành phố Hạ Long quản lý (nay là 2 phường có tên tương ứng).
Đến cuối năm 2018, huyện Hoành Bồ có 13 đơn vị hành chính cấp xã trực thuộc, bao gồm thị trấn Trới (huyện lỵ) và 12 xã: Bằng Cả, Dân Chủ, Đồng Lâm, Đồng Sơn, Hòa Bình, Kỳ Thượng, Lê Lợi, Quảng La, Sơn Dương, Tân Dân, Thống Nhất, Vũ Oai.
Ngày 17 tháng 12 năm 2019, Ủy ban thường vụ Quốc hội ban hành Nghị quyết số 837/NQ-UBTVQH14 về việc sắp xếp các đơn vị hành chính cấp huyện, cấp xã thuộc tỉnh Quảng Ninh (nghị quyết có hiệu lực từ ngày 1 tháng 1 năm 2020). Theo đó, sáp nhập toàn bộ diện tích và dân số của huyện Hoành Bồ vào thành phố Hạ Long. Thành lập phường Hoành Bồ thuộc thành phố Hạ Long trên cơ sở toàn bộ 12,24 km² diện tích tự nhiên và 10.858 người của thị trấn Trới.